# 마르쿠 실바
마르쿠 알렉산드르 사라이바 다 실바(포르투갈어: Marco Alexandre Saraiva da Silva, 1977년 6월 12일, 리스본 ~ )는 라이트백로 활약하였던 포르투갈의 전 축구 선수로, 현재는 축구 감독이다. 그는 2017년 헐 시티의 감독으로 선임되었으나 강등을 피하지 못하고 사임하였으며, 이후 왓퍼드의 발테르 마차리 감독의 후임으로 재선임되었다.
틀:풀럼 FC 감독